# 女と男のララバイゲーム
「女と男のララバイゲーム」（おんなとおとこのララバイゲーム）とは、日本のアイドルグループ、モーニング娘。の44枚目のシングルで、同シングルの表題曲である。2010年11月17日に発売された。

## 概要
メンバーの亀井絵里、ジュンジュン、リンリンの3人の卒業前最後のシングル。メインボーカルおよびセンターは、亀井絵里、高橋愛、田中れいな、新垣里沙の4人。
楽曲のシングル盤は、初回生産限定盤A (EPCE-5722)、初回生産限定盤B (EPCE-5724)、初回生産限定盤C (EPCE-5726)、通常盤 (EPCE-5728) の4形態で発売された。初回生産限定盤には表題曲「女と男のララバイゲーム」のミュージック・ビデオが収録されたDVDが付属される。全形態共通特典として、イベント抽選シリアルナンバーカードが封入されている（通常版は初回生産分のみ）。

## 衣装
メンバーの衣装の色分けは、以下の通りとなる（メンバーカラーとは異なるメンバーがある。高橋愛・リンリン、田中れいなとジュンジュンは入れ替わっている、新垣里沙は似た色）。この衣装は、全形態のディスクジャケット及び表題曲のミュージック・ビデオで確認可能。
- ●赤：高橋愛
- ●緑：新垣里沙
- ●オレンジ：亀井絵里
- ●ピンク：道重さゆみ
- ●青：田中れいな
- ●紫：光井愛佳
- ●水色：ジュンジュン
- ●黄色：リンリン

## 収録曲

### CD
- 全作詞・作曲：つんく

1. 女と男のララバイゲーム [4:39]
編曲：平田祥一郎[3]
  - 歌詞中の「女と男」は、当初「男と女」でレコーディングされ、その後に変更された[4]。
  - 『Fantasy! 拾壱』にはイントロがさらに追加されたバージョンで収録されている。
2. 愛され過ぎることはないのよ [4:49]
編曲：大久保薫[3]
3. 女と男のララバイゲーム（Instrumental） [4:38]

### DVD
初回生産限定盤A
1. 女と男のララバイゲーム（White Dance Shot Ver.）

初回生産限定盤B
1. 女と男のララバイゲーム（Close-up Ver.）

初回生産限定盤C
1. 女と男のララバイゲーム（Black Dance Shot Ver.）

## 参加メンバー
- 5期：高橋愛、新垣里沙
- 6期：亀井絵里、道重さゆみ、田中れいな
- 8期：光井愛佳、ジュンジュン、リンリン

## 参加アーティスト
- 平田祥一郎 - プログラミング（1）
- 鎌田浩二 - ギター（1）
- 高橋愛 - コーラス（1、2）
- 亀井絵里 - コーラス（1、2）
- 大久保薫 - キーボード&プログラミング（2）

## 収録アルバム
- Fantasy! 拾壱（スタジオ・アルバム、2010年12月1日）
- ベスト! モーニング娘。20th Anniversary（ベスト・アルバム、2019年3月20日）